# Guðbjörg Gunnarsdóttir
Guðbjörg Gunnarsdóttir (Hafnarfjörður, 18 mei 1985) is een IJslands voetbalspeelster. Zij speelde als keepster in het IJslands vrouwenvoetbalelftal. Ze speelde in de hoogste competities van Denemarken, Noorwegen en Duitsland.

## Statistieken
| Seizoen | Club   | Land       | Competitie | Wedstrijden | Doelpunten |
| ------- | ------ | ---------- | ---------- | ----------- | ---------- |
| 2009    |        | Denemarken | DAM        | 17          | 0          |
| 2010    |        | Denemarken | DAM        | 22          | 0          |
| 2011    |        | Denemarken | DAM        | 22          | 0          |
| 2012    |        | Denemarken | DAM        | 20          | 0          |
| 2013    |        | Noorwegen  | TOP        | 21          | 0          |
| 2013/14 |        | Duitsland  | FRB        | 4           | 0          |
| 2013/14 |        | Duitsland  | 2. FRB     | 1           | 0          |
| 2014    |        | Noorwegen  | TOP        | 0           | 0          |
| 2015    |        | Noorwegen  | TOP        | 20          | 0          |
| 2016    |        | Denemarken | DAM        | 22          | 0          |
| 2017    |        | Denemarken | DAM        | 20          | 0          |
| 2018    |        | Denemarken | DAM        | 21          | 0          |
| 2019    |        | Denemarken | DAM        | 5           | 0          |
| 2020    |        | Denemarken | DAM        | 0           | 0          |
| Totaal  | Totaal | Totaal     | Totaal     | 195         | 0          |

Laatste update: september 2020

## Interlands
Gunnarsdóttir speelde met IJsland O19 op het EK.
De eerst wedstrijd met het IJslands vrouwenvoetbalelftal speelde Gunnarsdóttir in maart 2004.
Vervolgens speelde ze op het EK 2009 en EK 2013, en in 2017 bij de kwalificatie van het WK.